# Закон України «Про оборону України»
Закон України «Про оборону України» — Закон України, який встановлює засади оборони України, а також повноваження органів державної влади, основні функції та завдання органів військового управління, місцевих державних адміністрацій, органів місцевого самоврядування, обов'язки підприємств, установ, організацій, посадових осіб, права та обов'язки громадян України у сфері оборони.

## Визначення
Оборона України базується на готовності та здатності органів державної влади, усіх складових сектору безпеки і оборони України, органів місцевого самоврядування, єдиної системи цивільного захисту, національної економіки до переведення, при необхідності, з мирного на воєнний стан та відсічі збройній агресії, ліквідації збройного конфлікту, а також готовності населення і території держави до оборони.

## Основи оборони України
Оборона України базується на готовності та здатності органів державної влади, усіх складових сектору безпеки і оборони України, органів місцевого самоврядування, єдиної системи цивільного захисту, національної економіки до переведення, при необхідності, з мирного на воєнний стан та відсічі збройній агресії, ліквідації збройного конфлікту, а також готовності населення і території держави до оборони.

## Підготовка держави до оборони в мирний час
- прогнозування та оцінку воєнної небезпеки і воєнної загрози;
- проведення розвідувальної та інформаційно-аналітичної діяльності в інтересах підготовки держави до оборони;
- здійснення заходів у зовнішньополітичній сфері, спрямованих на запобігання збройному конфлікту та відсіч збройній агресії;
- формування та реалізацію воєнної, воєнно-економічної, військово-технічної та військово-промислової політики держави;
- удосконалення структури, уточнення завдань і функцій Збройних Сил України та інших військових формувань, забезпечення необхідної чисельності їх особового складу, а також їх розвиток, підготовку і підтримання на належному рівні боєздатності, бойової та мобілізаційної готовності до оборони держави, планування їх застосування;
- розвиток військово-промислового комплексу, створення сприятливих умов для мобілізаційного розгортання галузей національної економіки з метою виробництва озброєння, військової техніки і майна в необхідних обсягах;
- забезпечення на особливий період Оперативно-рятувальної служби цивільного захисту підготовленими кадрами, рятувальною та іншою технікою, продовольством, речовим майном, іншими матеріальними та фінансовими ресурсами;
- здійснення заходів з планування та підготовки руху опору;
- забезпечення готовності органів державної влади, органів місцевого самоврядування, єдиної державної системи цивільного захисту до виконання завдань цивільного захисту в особливий період;
- забезпечення Збройних Сил України, інших військових формувань, утворених відповідно до законів України, та правоохоронних органів підготовленими кадрами, озброєнням, військовою та іншою технікою, продовольством, речовим майном, іншими матеріальними та фінансовими ресурсами;
- розвиток військово-технічного співробітництва з іншими державами з метою забезпечення Збройних Сил України, інших військових формувань, утворених відповідно до законів України, та правоохоронних органів озброєнням, військовою технікою і майном, які не виробляються в Україні;
- підготовку національної економіки, території, органів державної влади, органів військового управління, органів місцевого самоврядування, а також населення до дій в особливий період;
- створення державного матеріального резерву та резервних фондів грошових коштів;
- забезпечення охорони державного кордону України;
- військово-патріотичне виховання громадян України, підготовку молоді до служби в Збройних Силах України, забезпечення престижу військової служби;
- забезпечення розвитку воєнної науки, формування науково-технічного і технологічного набутку для створення високоефективних засобів збройної боротьби;
- захист інформаційного простору України та її входження у світовий інформаційний простір, створення розвинутої інфраструктури в інформаційній сфері;
- забезпечення відкритого та демократичного цивільного контролю у сфері оборони в порядку, визначеному законодавством, та дотримання вимог щодо збереження державної таємниці;
- здійснення заходів з кібероборони (активного кіберзахисту) для захисту суверенітету держави та забезпечення її обороноздатності, запобігання збройному конфлікту та відсічі збройній агресії;

## Відсіч збройній агресії проти України
- У разі збройної агресії проти України або загрози нападу на Україну Президент України приймає рішення про загальну або часткову мобілізацію, введення воєнного стану в Україні або окремих її місцевостях, застосування Збройних Сил України, інших військових формувань, утворених відповідно до законів України, подає його Верховній Раді України на схвалення чи затвердження, а також вносить до Верховної Ради України подання про оголошення стану війни.
- Органи державної влади та органи військового управління, не чекаючи оголошення стану війни, вживають заходів для відсічі агресії. На підставі відповідного рішення Президента України Збройні Сили України разом з іншими військовими формуваннями розпочинають воєнні дії, у тому числі проведення спеціальних операцій (розвідувальних, інформаційно-психологічних тощо) у кіберпросторі.
- З моменту оголошення стану війни чи фактичного початку воєнних дій настає воєнний час, який закінчується у день і час припинення стану війни.

## Регламентація діяльності державних органів
Закон чітко регламентує діяльність у питаннях оборони Президента України, а також найвищих державних органів, таких як: Верховна Рада України, Рада національної безпеки і оборони України, Ставка Верховного Головнокомандувача, Кабінет Міністрів України, Міністерство оборони України, Генеральний штаб Збройних сил України.